# Zusters Franciscanessen

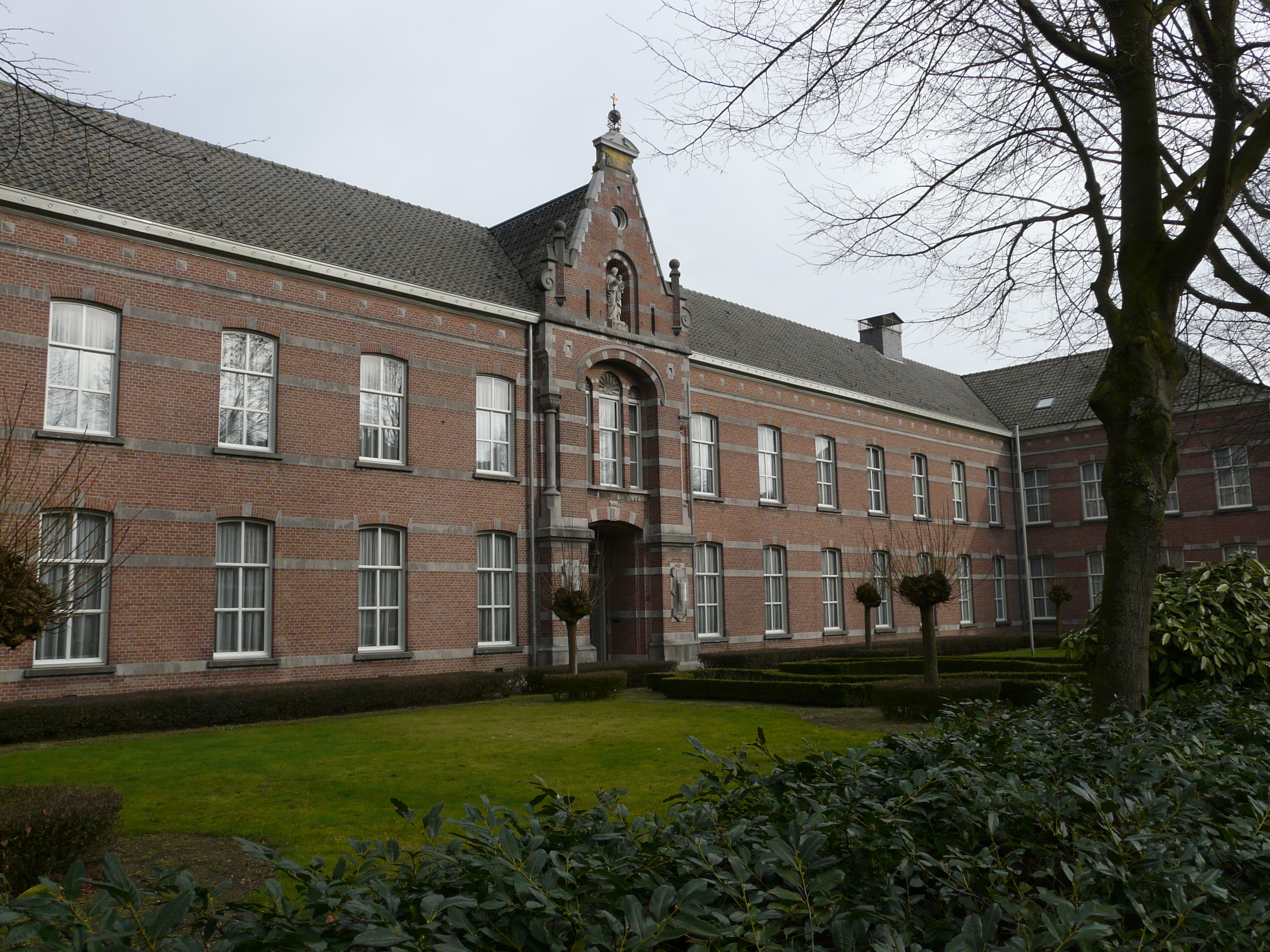
Franciscanessenklooster in Dongen

De Zusters Franciscanessen zijn verschillende congregaties voor vrouwen die als Derde Orde de regel van Sint-Franciscus volgen. De franciscanessen ontplooien meestal wereldlijke activiteiten, zoals in zorg en onderwijs ("actieve" zusters). Daarin verschillen zij van de clarissen, die als tweede orde een contemplatief leven leiden.

## Algemeen
Er bestaat een zeer groot aantal Rooms-katholieke congregaties die behoren tot de zusters franciscanessen. Het (Spaanstalige) Directorio vermeldt 25 congregaties voor België en 18 congregaties voor Nederland; voor Nederland kan men verder de Pius-Almanak raadplegen. Hun betekenis voor de zorgverlening moet zeer groot geweest zijn.

## Congregaties van franciscanessen in Nederland

### Franciscanessen van Oirschot
De Franciscanessen van Oirschot vormen een congregatie met een contemplatief karakter. De congregatie werd gesticht door moeder Johanna van Jezus (1576–1648). De geschiedenis van het Klooster Nazareth aan de Beekpoort te Weert gaat terug tot 1662. In 1692 werd de regel van de Derde Orde van Sint-Franciscus aangenomen: die der penitenten-recollectinen. Dit vereiste afzondering en stilte, en de instelling van een clausuur. Om in hun levensonderhoud te voorzien gaven ze onderricht aan meisjes. In 1797 werden de zusters door de Fransen uit hun klooster te Weert verjaagd, waarna ze zich te Oirschot vestigden. Tot aan de Tweede Wereldoorlog betrof het voornamelijk slotzusters, hoewel er ook 'wereldse' activiteiten waren op het gebied van onderwijs en bejaardenzorg. Na de Tweede Wereldoorlog brak een tijd van herbezinning aan, waarin ook wijzigingen in de leefregel werden doorgevoerd. Sedert 1967 waren er geen roepingen meer, waardoor de congregatie langzaam vergrijsde. Op 11 maart 2013 doet de commissie Deetman verslag over meldingen van onder meer het gedwongen opeten van eigen braaksel, het langdurig knielen met blote knieën op stenen vloer, en seksueel misbruik door een zuster in de periode 1980 en 1982.

### Franciscanessen ‘Alles voor Allen’, Breda
Deze zusters beheerden de volgende zorginstellingen:
- Het Ignatiusziekenhuis te Breda sinds 1923, tegenwoordig onderdeel van het Amphiaziekenhuis.
- De Leystroom te Breda, sinds 1993, waar de eigen oudere religieuzen en ook steeds meer niet-religieuzen worden verzorgd.
- Het R.K. Gasthuis te Breda, tegenwoordig Verpleeg- en Verzorgingshuis Elisabeth.
- Het Sint-Luciagesticht te Princenhage, sinds 1908, een verpleeghuis voor psychogeriatrische patiënten, tegenwoordig onderdeel van de Oranjehoeve.
- Sint-Elisabethgasthuis te Zundert, sinds 1905, een verplegings- en verzorgingstehuis, tegenwoordig 'De Willaert' genaamd.
- Sint-Antoniusziekenhuis te Etten-Leur, sinds 1923, tegenwoordig Stichting 'Het Hooghuys'.
- Maria-Oord te Vinkeveen, sinds 1937, een verplegings- en verzorgingstehuis.

### Franciscanessen van Denekamp
De eerste zusters van Denekamp waren drie vrouwen uit Duitsland. Ze kwamen in 1875 naar Denekamp. De Duitse kanselier Bismarck wilde vanuit het lutherse Pruisen één Duitse staat maken. Hij vertrouwde de katholieke kerk niet, vanwege het bestuur vanuit Rome. De franciscaanse zusters kochten vlak over de grens een 'vluchthuis' voor het geval ze het land uitgezet zouden worden. Dat gebeurde niet, maar het klooster in Denekamp bleef bestaan. De eerste veertig jaar waren er gemiddeld zestig zusters. Van 1880–1920 was het klooster een pensionaat voor Duitse meisjes van goeden huize. In 1917 kwam er een eigen noviciaat; de postulanten en novicen hoefden niet meer naar Thuine in Duitsland. In 1940 waren er 401 zusters, waarvan 235 Duitse. Op 16 september 1944 moesten de bewoners binnen 24 uur de Denekampse gebouwen verlaten: 360 bewoonsters, kinderen zusters en bejaarden.
Deze zusters richtten de volgende zorginstellingen op:
- Enschede, verpleging tyfuspatiënten, sinds 1882.
- Enschede, R.K. Ziekenhuis Sint-Joseph, sinds 1889, tegenwoordig Medisch Spectrum Twente.
- Lochem, Huize Gudula, sinds 1900, voor verzorging en verpleging van ouderen.
- Lochem, Rusthuis Sint Joseph, sinds 1907, voor verzorging en verpleging van ouderen, tegenwoordig Huize Sint-Jozef.
- Acht, Sint Antoniushuis, sinds 1910, voor wijkverpleging, verzorging en opvoeding van voogdijkinderen, en verzorging en verpleging van ouderen, tegenwoordig Woon- en zorgcentrum Antoniushuis.
- Denekamp, Verpleging van zieken en ouderen, sinds 1912, tegenwoordig Verzorgings- en verpleeghuis Sint-Gerardus Majella.
- Apeldoorn, Sint Liduina Ziekenhuis, sinds 1921, tegenwoordig onderdeel van Gelre Ziekenhuizen.
- Almelo, Ziekenhuis Sint Elisabeth, sinds 1922, tegenwoordig ZGT Almelo.
- Weerselo, Wijkverpleging en verzorging van ouderen, sinds 1925, tegenwoordig Bejaardenverzorgingshuis Sint-Jozef.
- Harmelen, Wijkverpleging en verzorging van ouderen, sinds 1926, tegenwoordig Woon-zorgcentrum Huize Gaza.
- Bornerbroek, Wijkverpleging en verzorging van ouderen, sinds 1927, tegenwoordig Bejaardenverzorgingshuis Sint-Theresia
- Haaksbergen, Sint-Antoniusziekenhuis, sinds 1929, tegenwoordig Verpleeghuis Het Wiedenbroek.
- Tubbergen, Huize Sint-Jozef, sinds 1932, voor verzorging van ouderen en wijkverpleging, tegenwoordig Woon-zorgcentrum De Eeshof.
- Sappemeer, Sint-Jozefstichting, sinds 1937, voor verpleging en verzorging van oudere, en kraamkliniek, tegenwoordig Woon-zorgcentrum Sint-Jozef.
- Coevorden, Sint-Franciscusstichting, sinds 1937, voor verzorging van ouderen, tegenwoordig Woon-zorgcentrum Sint-Franciscus.
- Heerenveen, Verzorging van ouderen, sinds 1951, tegenwoordig Woon-zorgcentrum Mariënbosch.
- Rijswijk, Bejaardenhuis Vredenburch, sinds 1955, tegenwoordig Woon-zorgcentrum Vredenburch.
- Luttenberg, Bejaardenverzorgingshuis Maria-Oord, sinds 1955, tegenwoordig dependance van Zorggroep Raalte.
- Enschede, Dr. Ariënstehuis, sinds 1959, voor verzorging van ouderen, tegenwoordig deel van Stichting dr. Ariënshuizen.
- Oldenzaal, Ziekenhuis Heil der Kranken, sinds 1960, tegenwoordig Onderdeel van Medisch Spectrum Enschede.
- Oldenzaal, Bejaardenverzorgingshuis De Molenkamp, sinds 1975, voor bejaardenverzorging, tegenwoordig Woon-zorgcentrum De Molenkamp.

### Franciscanessen van Heythuysen
De Zusters van de Boetvaardigheid en van de Christelijke Liefde van de Derde Orde van de H. Franciscus, meestal kortweg Franciscanessen van Heythuysen genoemd, is een congregatie die in 1835 door Maria Catharina Daemen in het Nederlands-Limburgse dorp Heythuysen werd gesticht. De congregatie houdt zich bezig met onderwijs aan arme kinderen en de zorg voor behoeftigen en zieken. Het moederhuis is het Sint-Elisabethklooster in Heythuysen. Een tweede klooster werd gesticht te Oldenzaal. Andere kloosters van de zusters zijn/waren onder andere het Sint-Jozefklooster in Zeddam, het Franciscanessenklooster Valkenburg, Huize Overbunde in Bunde en het Franciscanessenklooster Wyck in Maastricht. Het Fons Vitae Lyceum in Amsterdam is voortgekomen uit een stichting van de franciscanessen van Heythuysen. De vestiging in het Duitse Nonnenwerth (nabij Bonn) ontwikkelde zich tot een afzonderlijke tak binnen de congregatie: de franciscanessen van Nonnenwerth.

### Franciscanessen-missionarissen van Maria (Witte Zusters)
Deze congregatie werd in 1877 in India opgericht door Hélène de Chapottin de Neuville. In 1890 volgde de pauselijke goedkeuring; in 1896 werd de kloosterregel goedgekeurd. De hoofdtaak van de zusters is de verering van het Allerheiligst Sacrament. Daarnaast doen zij aan zieken- en bejaardenzorg en zijn ze actief in de missie. De kleding bestaat uit een wit habijt en een witte sluier. Om het middel dragen ze een franciscaans koord met de rozenkrans van de Zeven Vreugden van Maria. Deze zusters hadden onder meer een klooster in Maastricht van 1907–1968 en in Weiteveen van 1930–1995. In België is er onder andere het Franciscanessenklooster te Antwerpen.

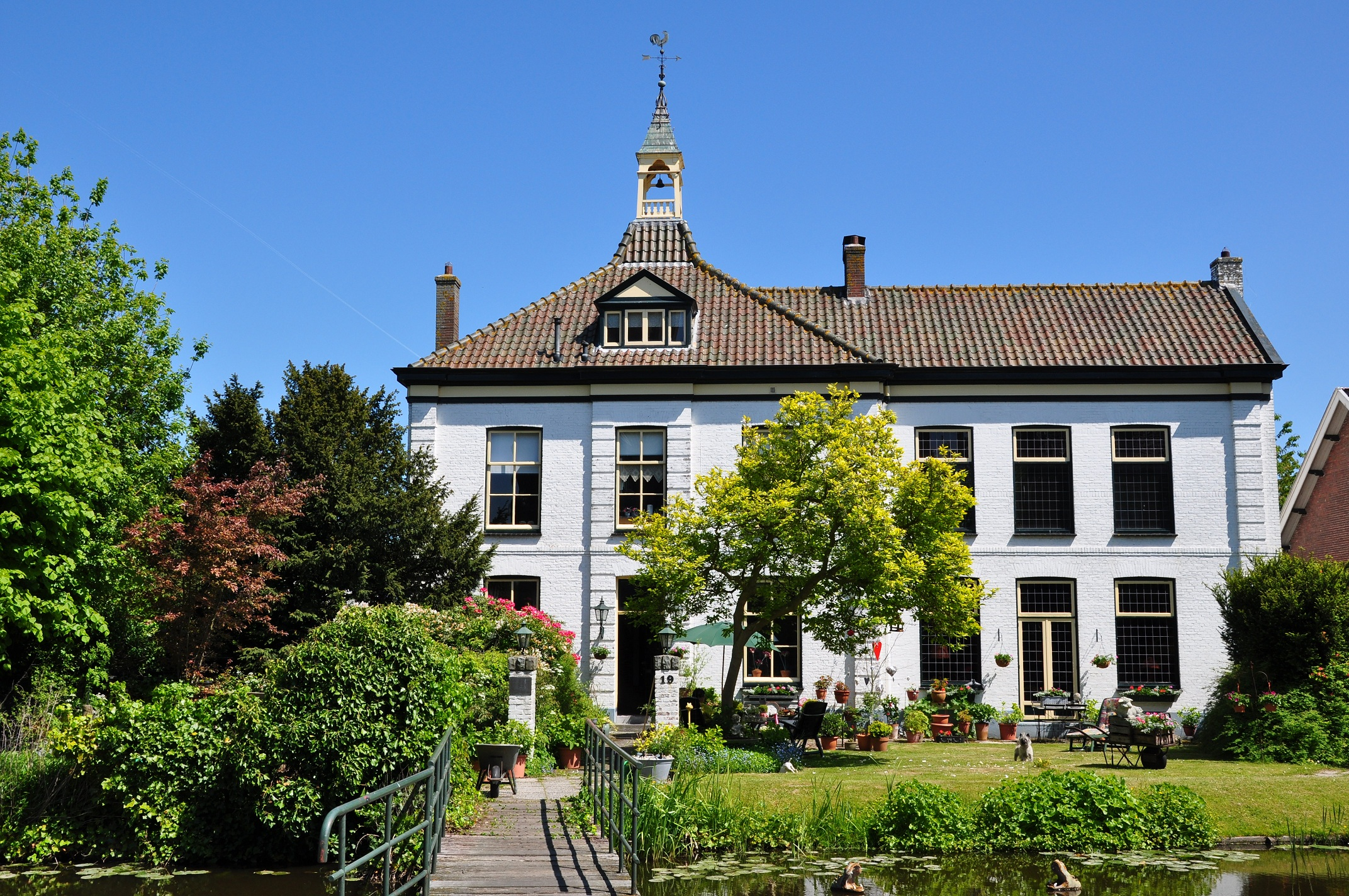
Voormalig liefdesgesticht van de Zusters Franciscanessen van Bennebroek, met bewaar-, leer-, en naaischool voor meisjes, in Zoeterwoude (1881–ca. 1970)

### Overige congregaties in Nederland
Naast deze congregaties vindt men in Nederland nog:
- Franciscanessen van Dongen;
- Franciscanessen van Aerdenhout;
- Franciscanessen van Bennebroek;
- Franciscanessen van Bergen op Zoom;
- Franciscanessen van Maria Mater Dei te Breda;
- Franciscanessen van de Heilige Elisabeth te Breda;
- Franciscanessen van Charitas;
- Franciscanessen Penitenten-Recollectinen van Etten (Franciscanessen van Etten of Zusters van Etten):
  - Klooster uit 1952 aan de Heiweg te Nijmegen.
- Franciscanessen van Salzkotten[noot 1] die zich als gevolg van de Kulturkampf vestigden in onder anderen Haarlem voor ziekenzorg in de latere Mariastichting;[2]
- Franciscanessen van de Heilige Familie te Tilburg:
  - Gehuisvest: 1888 Heuvelstraat, 1891 B. Zwijsenstraat, 1929 Wilhelminapark, 1984 Bredaseweg (tot 2004);
- Franciscanessen van de Heilige Familie te Nijmegen:
  - Klooster uit 1901 aan de Van Oldenbarneveltstraat;
- Franciscanessen van Sint-Anna te Oudenbosch;
- Franciscanessen van Roosendaal (Franciscanessen van Mariadal);
- Franciscanessen van de Heilige Moeder Gods(?);
- Missiezusters Franciscanessen van de Heilige Antonius van Padua te Asten;
- Kleine Zusters van de Heilige Joseph te Heerlen;
- Penitenten van de Eenheid te Reek, later Huissen;
- Penitenten van de Eenheid te Wassenaar.

## Congregaties van Franciscanessen in België
- Franciscanessen te Zottegem (Sint-Barbarainstituut).
- Franciscanessen te Roosdaal-Strijtem.
- Franciscanessen van Brussel.
- Franciscanessen van Gent.
- Franciscanessen van Jezus te Moeskroen.
- Franciscanessen van de Heilige Harten te Leuven.
- Franciscanessen van Gooreind (het domein en de gebouwen werden eind 2010 door de zusters Franciscanessen verlaten.)
- Franciscanessen van Onze Lieve Vrouw van de Rozenkrans te Waver.
- Franciscanessen van Sint-Josefdal te Herentals.
- Franciscanessen van Sleidinge.
- Franciscanessen van Zoutleeuw.
- Franciscanessen van Christus-Koning te Manage.
- Franciscanessen, Missionarissen van Maria, te Antwerpen.
- Zusters van Onze Lieve Vrouw Gasthuis te Poperinge.
- Mariazusters van Franciscus te Waasmunster.
- Zusters van de Heilige Vincentius à Paulo te Opwijk.
- Zusters Franciscanessen te Geel-Oosterlo.
- Grauwe Zusters Franciscanessen te Aarschot-Rillaar.
- Grauwe Zusters Franciscanessen te Hasselt.
- Grauwe Zusters Franciscanessen te Roeselare.
- Zusters van Sint-Franciscus van Opbrakel.
- Soeurs de Notre Dame des Anges te Luik.
- Grauwe Zusters Franciscanessen te Antwerpen.
- Grauwe Zusters Franciscanessen te Tienen.
- Franziskanerinnen von der Heilige Familie te Eupen.